# Irit Meir
Irit Meir (hebräisch עירית מאיר; * 18. August 1957 in Jerusalem; + 23. Februar 2018 in Kirjat Tiw’on) war eine israelische Linguistin, die sich auf die Linguistik der Gebärdensprachen spezialisierte. Sie war außerordentliche Professorin am Institut für Hebräische Sprache und am Institut für Kommunikationswissenschaften und -störungen der Universität Haifa sowie stellvertretende Direktorin des Forschungslabors für Gebärdensprache.

## Leben
Irit Meir wurde als Irit Eisenstadt am 18. August 1957 in Jerusalem geboren. Ihre Eltern waren Shmuel Noah Eisenstadt und Shulamit.
Während ihrer Schulzeit engagierte sich Irit in der israelischen Pfadfinderbewegung. Sie nahm an mehreren israelischen Jugenddelegationen in die USA und nach Europa teil und engagierte sich während ihrer Schulzeit in sozialen und ehrenamtlichen Aktivitäten. Außerdem spielte sie jahrelang Flöte. Meir schloss die High School als Klassenbeste ab und war bei der Abschlussfeier Jahrgangsbeste.
1975 verbrachte sie ein Jahr als Sozialarbeiterin in der südlichen Stadt Mitzpe Ramon.
Ihren Militärdienst leistete sie bei den Israelische Verteidigungsstreitkräfte, wo sie ihre Studien der Arabischen Sprache vertiefte.
Sie war mit Ron Meir verheiratet und hatte drei Kinder.

## Karriere
Irit Meir promovierte 1998 an der Hebräischen Universität Jerusalem. Ihr Dissertationsthema lautete „Thematic structure and verb agreement in Israeli Sign Language“. Die Syntax und Semantik der Verbkongruenz war ein zentraler Aspekt ihrer Forschung zu Gebärdensprachen. Ein weiterer war die Ikonizität.
Meir hat zusammen mit Wendy Sandler ein Buch zur Israel Sign Language geschrieben.
In Zusammenarbeit mit Mark Aronoff, Carol Padden und Wendy Sandler leistete Meir mit ihrer Forschung über die Al-Sayyid-Beduinen-Gebärdensprache grundlegende Beiträge zur Erforschung der Entstehung von Sprache. Ihre Forschungsergebnisse werden in dem populärwissenschaftlichen Buch Talking Hands von Margalit Fox vorgestellt.
Meir war auch eine Gelehrte für Ivrit und war Mitglied eines Komitees für linguistische Terminologie an der nationalen Akademie für die hebräische Sprache. Sie verfasste Artikel über die Linguistik des modernen Hebräisch und war zusammen mit Moshe Bar-Asher Mitherausgeberin von Nit'e Ilan: Studies in Hebrew and Related Fields.

## Ausgewählte Publikationen
- Meir, Irit. 2002. A cross-modality perspective on verb agreement. Natural Language and Linguistic Theory 20, 413–450.
- Meir, Irit. 2010. Iconicity and metaphor: constraints on metaphorical extension of iconic forms. Language 96, 865–896.
- Meir, Irit & Wendy Sandler. 2007. A Language in Space: the Story of Israeli Sign Language. Psychology Press.
- Sandler, Wendy, Aronoff, Mark, Padden, Carol & Meir, Irit. (2014). Language emergence. In J. Sindell, P. Kockelman & N. Enfield (Eds.), The Cambridge handbook of linguistic anthropology (pp. 250–284). Cambridge: Cambridge University Press.
- Sandler, Wendy, Meir, Irit, Padden, Carol & Aronoff, Mark. 2005. The emergence of grammar: Systematic structure in a new language. PNAS 102, 2661–2665.
- Sandler, Wendy, Aronoff, Mark, Meir, Irit, Padden, Carol. (2011). The Gradual Emergence of Phonological Form in a New Language.  Natural Language and Linguistic Theory 29, 503–543.